# Війна за незалежність Румунії

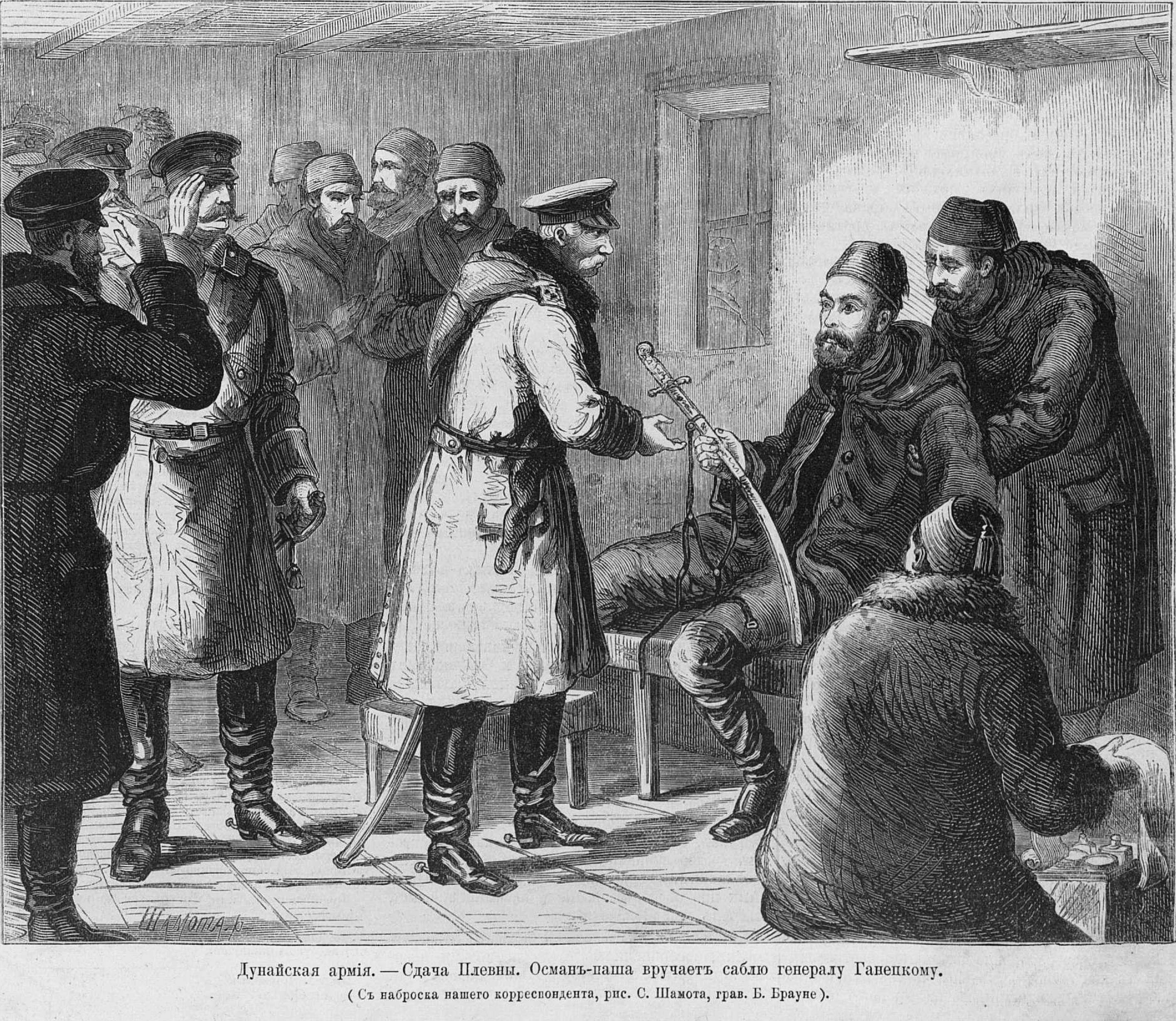
Турецькі війська здають Плевну. Осман-паша вручає шаблю генералу Івану Ганецькому, 1877 рік

Румунська війна за незалежність — назва, що використовується в румунській історіографії про події, що відбувалися на території Румунії під час російсько-турецької війни 1877—1878, після чого Румунія, що воювала на боці Російської імперії, отримала незалежність від Османської імперії .